# Prin cenușa imperiului
Prin cenușa imperiului este un film dramă/istoric românesc din 1976, de Andrei Blaier. Scenariul filmului este inspirat din romanul Jocul cu moartea (1962) al scriitorului Zaharia Stancu. Rolurile principale sunt interpretate de actorii Gheorghe Dinică, Gabriel Oseciuc, Cornel Coman, Ștefan Sileanu și Ferencz Bencze.
Acest film este prima ecranizare din opera lui Zaharia Stancu, unul dintre personaje fiind eternul Darie, care apare în mai multe scrieri ale romancierului.
Plasată în frământatul an 1917, acțiunea filmului surprinde metaforic destrămarea unui imperiu și renașterea națiunilor ce-și reclamau imperios independența. Totul este privit din perspectiva a două personaje ce se deplasează aproape fantomatic „prin cenușa imperiului” austro-ungar, surprins în agonia de dinaintea dispariției sale: Darie (Gabriel Oseciuc), un tânăr încă nealterat de mizeriile din jur, și Diplomatul (Gheorghe Dinică), un cinic cu pretenții de noblețe. Cei doi încearcă să supraviețuiască, dar Diplomatul sfârșește prin a fi arestat de autorități, iar Darie, mult mai matur acum, se alătură celor care luptă împotriva războiului.

## Rezumat
Acțiunea filmului începe în anul 1917, „în Bucureștiul vremelnic ocupat” de armatele germane și austro-ungare. Comandatura germană a rechiziționat o turmă de oi, le-a încărcat într-un tren de marfă, a încărcat de asemenea câteva vagoane cu fân balotat și a cerut poliției să-i trimită de urgență 15 oameni pentru a avea grijă de oi pe drum. Un comisar capturează 15-20 de persoane fără acte într-o razie pe străzile Bucureștiului și îi predă trupelor germane, care îi îmbarcă cu forța în același tren. Printre cei arestați se afla și Darie (Gabriel Oseciuc), un tânăr țăran șchiop care abia sosise la București. În prima noapte, Diplomatul (Gheorghe Dinică), un individ declasat ce pretindea că fusese consul, dar care era de fapt „nene la o casă de fete”, măsluitor de cărți și escroc, încearcă să fure banii tânărului și naivului Darie și este înjunghiat de acesta. 
Trenul trebuia să părăsească România la Orșova, urmând a fi preluat de acolo de Direcția Căilor Ferate Austro-Ungare. Capătul de linie urma să fie prima graniță nemțească. La auzul veștii, naivul Darie are o explozie de bucurie nereținută la gândul că va călători și va vedea lumea. În timpul călătoriei, Darie trebuie să aibă grijă de cel pe care îl înjunghiase. Diplomatul îl poreclește „Scaurus” („picior strâmb” în limba latină) și-i spune că-l va sili să-i plătească fapta, făcându-l sluga lui. Spelbul (Cornel Coman), un transilvănean care dezertase din armata austro-ungară și dorea să ajungă în Moldova pentru a se înrola ca voluntar în armata română, îi dezvăluie lui Darie planul său de evadare din tren. În noaptea următoarea, pe o ploaie torențială, Siteavul (Ștefan Sileanu) încearcă să fugă, dar este urmărit de frizerul Dodu (Ferenc Bencze). Între cei doi era o relație de dușmănie din cauza faptului că ambii o iubeau pe Angelica, soția frizerului. În încăierare, Dodu este ucis și aruncat în Dunăre. Tot în aceeași noapte, Spelbul încearcă să evadeze înainte de trecerea Dunării, dar este capturat și împușcat, după ce Diplomatul dezvăluise nemților planul pe care-l auzise întâmplător.
A doua zi, în semn de bunăvoință pentru că i-a ajutat, ofițerul neamț (Károly Sinka) îl lasă pe Darie să viziteze timp de patru ore orașul în care au oprit; în caz că nu se va mai întoarce militarii germani amenință că-l vor ucide pe diplomat. Tânărul se plimbă prin localitatea distrusă de război, pe ale cărei străzi se aflau oameni spânzurați. El este tras în casă de o sârboaică văduvă (Irina Petrescu), care-i dă de mâncare, îi spală hainele și îi dă o pereche de bocanci. Darie se întoarce apoi la tren. Diplomatul îi spune că sanitarul neamț i-a dezvăluit că trenul nu merge în Germania, ci în Balcani; oile trebuiau duse pe front, iar prizonierii urmau să fie folosiți la săparea tranșeelor. 
Apropiindu-se de linia frontului aflată în Bitolia, trenul trece peste o mină aflată pe calea ferată și deraiază în urma exploziei. Printre cei care au murit este și Siteavul. Se dau lupte între militarii nemți și partizanii sârbi, iar aeroplanele bombardează zona în care deraiase trenul. În timpul atacului aerian, Diplomatul și Darie fug și se ascund într-o pădure. Un țigan scripcar bătrân (Ernest Maftei) care încercase să se țină de ei este împușcat de soldați. Scăpați de soldații nemți care îi păzeau, cei doi vor să meargă în direcții opuse: Darie, căruia i se făcuse dor de țară, vrea să se întoarcă acasă, în timp ce Diplomatul dorește să ajungă în Italia, spunând că nu-l așteaptă nimeni acolo. Cei doi pornesc înspre România, traversează păduri și munți. Într-un sat devastat de război ei nimeresc în mijlocul unor lupte între soldații nemți și partizanii sârbi. Luați prizonieri de sârbi, ei sunt eliberați de conducătorul partizanilor (Cornel Gîrbea) care le indică direcția către țară. 
În timpul drumului, Darie are halucinații și este îngrijit de Diplomat. Ajunși la un râu, ei intră acolo să se scalde, iar un turc le fură hainele în acest timp. Cei doi sunt salvați de două grecoaice (interpretate de Florina Cercel și Elena Albu), care îi duc la casa lor din munți. Bărbații celor două femei fuseseră luați de nemți cu trei ani în urmă. Grecoaicele le dau de mâncare și de băutură, precum și haine, apoi fac dragoste cu ei. Cei doi pleacă cu un tren de marfă și ajung pe malul bulgăresc al Dunării. Bat la ușa unei case și sunt primiți de un pescar român (Boris Ciornei). Diplomatul îi dă pescarului o mahmudea de aur furată de la grecoaice pentru a-i trece Dunărea cu o luntre. Pescarul îi lasă nurorii sale moneda ca zălog. Ei ajung cu bine pe malul românesc, dar luntrașul este împușcat de grăniceri la întoarcere.
Darie și Diplomatul merg cu o căruță și ajung la București. Ei intră într-o cafenea, dar sunt capturați iarăși de comisarul Marinescu. Diplomatul umpluse Bucureștiul cu bancnote false, iar autoritățile puseseră un premiu pentru prinderea sa. El îi spune lui Darie că vor scăpa după ce-l vor mitui pe comisar cu mahmudeaua furată de la nora pescarului sârb. Dezgustat de comportamentul Diplomatului, Darie aruncă moneda într-un canal. În timp ce Diplomatul este disperat, tânărul întâlnește în mulțime un militant socialist și se alătură luptei muncitorești.

## Distribuție
- Gheorghe Dinică — Diplomatul, falsificator de bani, mincinos notoriu
- Gabriel Oseciuc — Darie, tânăr țăran șchiop
- Cornel Coman — Spelbul, prizonierul care încearcă să evadeze
- Ștefan Sileanu — Siteavul, prizonierul care-l dușmănește pe Dodu
- Ferenc Bencze — Dodu, prizonierul care a ucis niște soldați nemți (menționat Ferencz Bencze)
- Ernest Maftei — lăutarul țigan
- Jean Reder — Feldwebelul (sergentul)
- Constantin Rauțchi — prizonier român
- Teodor Pîcă — prizonierul cu barbă albă
- Nucu Păunescu — prizonier român
- Petre Gheorghiu-Goe — prizonierul cu ochelari
- Traian Petruț — prizonier român
- Ion Porsilă — prizonierul originar de la țară
- Anton Aftenie — nea Aftenie, prizonierul bisericos
- Mircea Jida — prizonier tânăr
- Károly Sinka — ofițerul german (menționat Carol Sinca)
- Mihai Dragnea
- Marian Spiridon
- Constantin Florescu
- Irina Petrescu — sârboaica
- Florina Cercel — o grecoaică
- Elena Albu — altă grecoaică
- Boris Ciornei — pescarul român de pe malul bulgăresc al Dunării
- Cornel Gîrbea — conducătorul partizanilor sârbi
- Mircea Bașta — militant socialist
- Andrei Codarcea — interpretul sârb
- Gheorghe Tomescu
- Nicolae Praida — comisarul de poliție
- Constantin Vîrtejanu
- Marieta Luca
- Emil Raisenauer
- Nicolae Simion
- Ion Manolescu
- Victor Radovici

## Diferențe față de roman
Deși filmul este o ecranizare destul de fidelă a romanului Jocul cu moartea, există totuși unele diferențe și anume:
- Unele nume sunt modificate sau pur și simplu omise de scenariști. Numele comisarului care-l arestează la final pe Diplomat este diferit: în roman se numește Aburel, iar în film Marinescu. Majoritatea numelor personajelor din roman sunt omise în film. Astfel, Diplomatul se prezintă în roman sub diferite nume (Temistocle Filodor, Zeno Zenon, Serafim, Cosîmbescu), dar în film nu i se dă niciun nume. Sunt omise numele bărbatului cu voce siteavă (despre care cititorii află la finalul romanului că se numea Costică), al feldwebelului, ale grecoaicelor, ale pescarului și nurorii sale sau ale partizanilor. Soția siteavului este numită Anghelica în roman și Angelica în film.
- Biografia personajului Spelbul este schimbată. El era prezentat în roman ca un român din Vechiul Regat care participase la primele lupte din toamna anului 1916 pentru eliberarea Transilvaniei, fusese luat prizonier de nemți și evadase în mai multe rânduri. În film el este prezentat ca un transilvănean care dezertase din Armata Austro-Ungară și dorea să ajungă în Moldova pentru a se înrola ca voluntar în Armata Română. Și în roman și în film el încearcă să dezerteze înainte de trecerea Dunării; încercarea lui de fugă reușește în roman, dar în film el este prins de nemți și împușcat, după ce Diplomatul dezvăluise nemților planul pe care-l auzise întâmplător.
- Luptele la care iau parte cei doi fugari diferă prin prisma părților implicate în conflict. Astfel, în roman ei se alătură unei grupări de partizani macedoneni, luptând alături de ei împotriva nemților, pe când în film ei nimeresc în toiul conflictului între o grupare de partizani sârbi și armatele germane, nealăturându-se niciuneia dintre tabere.
- O altă serie de evenimente petrecute pe drumul spre țară sunt omise de scenariștii filmului.
- Finalul poveștii este modificat într-un mod semnificativ. Diplomatul este recunoscut într-o cafenea de un comisar de poliție și arestat pentru că umpluse Bucureștiul cu bancnote false, iar autoritățile puseseră un premiu pentru prinderea sa. În roman Darie rămâne liber și se duce la Anghelica, reluându-și vechea ocupație de vânzător de ziare și aflând de răsturnarea de către bolșevici a guvernului rus condus de Kerenski. În film însă, Darie este arestat odată cu Diplomatul, iar cei doi sunt duși pe străzi împreună cu alte persoane capturate de autorități. Pe drum, Diplomatul îi spune lui Darie că vor scăpa după ce-l vor mitui pe comisar cu mahmudeaua furată de la nora pescarului sârb. Dezgustat de comportamentul Diplomatului, Darie aruncă moneda într-un canal. În timp ce Diplomatul este disperat, tânărul întâlnește în mulțime un militant socialist și se alătură luptei muncitorești.

## Producție
Scenariul filmului este inspirat din romanul Jocul cu moartea de Zaharia Stancu. Studioul Cinematografic București a semnat în 1968 un contract cu romancierul, pentru scrierea unui scenariu intitulat „Jocul”. Contractul a fost reziliat în 1972, dar studioul achiziționează totuși scenariul în august 1973.
Casa de Filme 1 preia scenariul și îl încredințează regizorului Radu Gabrea; rolurile principale urmau a fi interpretate de actorii Toma Caragiu și Mircea Diaconu. Filmul intră în faza de producție la 30 martie 1974, dar este scos din producție la 11 mai 1974, „datorită întârzierii nejustificate a regizorului în străinătate, scenariul urmând a fi repartizat unui alt regizor”. Radu Gabrea rămăsese în 1974 în Germania (mama sa era de etnie germană), nedorind să revină în România unde filmele sale erau cenzurate în mod sistematic; el și-a continuat acolo cariera de regizor.
În noiembrie 1974 Andrei Blaier predă un scenariu regizoral, pe baza căruia Casa de Filme 3 reia în aprilie 1975 proiectul de realizare a unul film după romanul lui Zaharia Stancu. Vorbind despre roman, regizorul a afirmat următoarele: „În „Jocul cu moartea” am văzut pur și simplu Decalogul. Era în cartea asta tot răul și tot binele și eram hotărât să-l fac cu orice preț.” Filmul intră din nou în faza de producție la 5 mai 1975, cu un deviz calculat de 3,8 milioane lei, mărit apoi la 4,2 milioane lei.
Filmările au durat 48 de zile și au avut loc în perioada 25 iulie - 20 octombrie 1975 în 20 de localități, printre care Turnu Severin, București, Mogoșoaia, Valea Teleajenului, Valea Doftanei, Târgoviște, Malu cu Flori, Hârșova, Topleț (Caraș-Severin) ș.a. Echipa de filmare a fost nevoită să facă deplasări lungi și obositoare. Trenul din film a fost compus din vagoane vechi adunate din toată țara, iar pentru cinci minute de filmări pe calea ferată erau necesare zeci de telefoane și aprobări. Dat fiind faptul că trebuia să fie filmat un tren în mișcare, pozițiile din care se filma erau foarte grele.
Rolul Diplomatului a fost interpretat de Gheorghe Dinică, un actor aflat la apogeul carierei. Regizorul a afirmat că actorului „îi plăcea personajul și credea în el”. Actorii au fost nevoiți să joace, conform scenariului, în condiții vitrege și mizerabile. Scena în care Dinică și Oseciuc au intrat goi în apa râului a fost filmată într-o zi de toamnă când abia stătea să ningă, iar apa era rece ca gheața.
Filmul a fost realizat în studiourile Centrului de Producție Cinematografică „București”. Filmările au fost realizate în sistem Cinemascop, lungimea peliculei folosite fiind de 2864 de metri. Regizori secunzi au fost Edith Mandel și Iorgu Ghindidis. Muzica a fost compusă de Radu Șerban și interpretată de Orchestra Radioteleviziunii Române dirijată de Sile Dinicu. Pe post de consultanți au fost folosiți col. Gheorghe Romanescu (consultant M.A.N.) și ing. Gheorghe Marinescu (C.F.R.). Scenele de masă au fost realizate cu sprijinul Ministerului de Interne.
Cu prilejul vizionării filmului de către conducerea Consiliului Culturii și Educației Socialiste (C.C.E.S.), lui Dumitru Popescu „Dumnezeu” i-a plăcut replica „Toate imperiile se fac praf și pulbere” spusă la un moment dat de unul dintre personaje. El a solicitat ca denumirea filmul să fie schimbată din Jocul cu moartea într-una care să se refere la destrămarea imperiilor. A fost aleasă varianta Prin cenușa imperiului, deși Blaier a afirmat că „asta nu era decât o conotație a filmului, între toate celelalte, dar probabil că asta l-a și salvat să treacă mai ușor de cenzură”.
Copia standard a fost finalizată la 29 decembrie 1975. Cheltuielile de producție s-au ridicat la suma de 4.059.000 lei.

## Recepție
Filmul Prin cenușa imperiului a fost vizionat de 2.620.844 de spectatori la cinematografele din România, după cum atestă o situație a numărului de spectatori înregistrat de filmele românești de la data premierei și până la data de 31 decembrie 2014 alcătuită de Centrul Național al Cinematografiei.
În Istoria filmului românesc (1897-2000) (Ed. Fundației Culturale Române, București, 2000), criticul Călin Căliman consideră că acest film inaugurează etapa de recurs la istorie a lui Blaier, a doua etapă importantă a creației sale regizorale după o perioadă în care regizorul realizase filme cu subiecte din actualitatea recentă. Filmul este „un original și palpitant road movie, petrecut în anul 1917, pe drumurile unui imperiu în destrămare”, ale cărui ramificații narative sunt marcate de regizor cu „peceți de realism poetic”, accentul fiind pus pe căutarea de sine a lui Darie (personaj emblematic care apare în mai multe scrieri cu caracter autobiografic ale lui Zaharia Stancu), idee care apare și în cartea „Arta narațiunii în filmul românesc” a lui Ioan Lazăr. Drumul lui Darie este un drum inițiatic prin care personajul se maturizează și-și regăsește personalitatea amenințată de disoluție (regăsire materializată prin strigătul din final al personajului: „Sunt Darie al lui Darie al lui Darie!...”). Celălalt personaj principal, Diplomatul (un rol esențial pentru Gheorghe Dinică), este considerat un „personaj de esență tragică, care-și ascunde tot timpul condiția, încercând s-o uite, s-o mistifice”.
Profesorul Florian Potra, care a predat cursul de istoria și teoria filmului la IATC, considera că prin acest film „Andrei Blaier își dă propria măsură de cineast ajuns la maturitate: el se arată a fi capabil de o lectură filmică a textului lirico – epic, care depășește simpla ilustrație și se identifică aproape cu interpretarea în tonalitate personală, originală, a conținuturilor literare”. Deși Blaier nu se ridică ca regizor la nivelul la care ajunsese Zaharia Stancu ca scriitor, filmul Prin cenușa imperiului „se ridică în câteva momente, ca film, la cotele de valoare și de expresivitate ale „Jocului cu moartea” ca roman”.
Călin Stănculescu a afirmat că acest film are o „monumentalitate și profunzime prin paralelismul dintre agresivitatea mecanismului Istoriei și dimensiunile grotești ale eforturilor individuale de a supraviețui cu orice preț”. Ioan Lazăr considera că filmul este „egal cu sine, fără momente de mare performanță, dar de un profesionalism pe cât de cuminte pe atât de exact”, iar personajele traversează evenimente cruciale care produc transformări în caracterele lor.
Unii critici au remarcat că relația dintre Darie și Diplomat este simbiotică, cele două personaje reprezentând Binele și Răul, Frumosul și Urâtul, forța și slăbiciunea, începutul și sfârșitul. Eva Sârbu considera că tema filmului lui Blaier este reprezentată de limitele până la care poate fi împins umanul în orice situație, iar personajul bun este forțat să devină temporar rău, iar cel rău temporar bun.
Criticul Tudor Caranfil a dat filmului două stele din cinci și a făcut următorul comentariu: „Capturați într-o razie, în Bucureștii sub ocupație, angelicul Darie și cinicul Diplomat, trăiesc alături experiența „jocului cu moartea” din timpul primului război mondial. Inspirat de romanul lui Zaharia Stancu, acest film-fluviu are fizionomia unei serial TV, adică e constituit dintr-o înlănțuire de peripeții fără creștere dramatică: o încercare de evadare, o execuție, un bombardament, o aventură erotică, furtul hainelor la scăldat etc. Dihotomia personajelor, într-o prea schematică prăbușire în Infern, frânează performanța actorilor. Excepție face Dinică cu „Diplomatul” său, personaj colorat, odios și seducător în același timp. Replică rapel pt. calitatea literară a dialogului, aparținând personajului lui Cornel Coman: „Așa îmi dau eu socoteala...” pt „Așa cred eu!” Pr. ACIN pentru partitura muzicală a lui Radu Șerban. Menț. spec. Cannes (tineret), Diplomă Onoare, Avelino.”

## Premii
Asociația Cineaștilor din România (ACIN) a acordat în 1976 acestui film Marele Premiu pentru filmele artistice de lung metraj (ex-aequo cu filmul Osînda al lui Sergiu Nicolaescu), iar compozitorul Radu Șerban a primit Premiul pentru muzică.
Filmul a obținut și unele distincții internaționale:
- Premiul pentru interpretare masculină (Gheorghe Dinică) la Festivalul Internațional de Film de la Karlovy Vary (1976)[3][8]
- Mențiunea specială a juriului la Rencontres Internationales Film et Jeunesse de la Cannes (1977)[3][8]
- Diploma de Onoare pentru evocare istorică la Festivalul internațional al filmului neorealist și de avangardă de la Avellino (1978)[3][8]

## Veziși
- Listă de filme românești despre Primul Război Mondial